# 스레드 플로트형 게시판
스레드 플로트형 게시판은 전자 게시판 형태 중 하나이다.

## 시스템
대한민국에서는 흔히 없는 게시판으로, 주로 일본의 전자 게시판 사이트에서 많이 채용하는 방식이다.
이곳에서의 스레드란, "주제글"과 비슷한 개념으로, 하나의 스레드를 생성하면, 그 스레드의 주제에 관한 이야기를 나눌 수 있으며, 스레드 목록(게시판)을 표시할 때 가장 마지막에 업데이트되었던 스레드를 맨 위로 오게 하는 시스템이다.

## 대표적인 스레드 플로트형을 채용한 사이트
- 2채널
- 후타바☆채널
- 4chan

## 대한민국 스레드 플로트형 사이트
- 스레딕
- 프리스레드 보관됨 2016-06-05 - 웨이백 머신
- 참치어장
- 엑스채널
- 톡판
- 시크릿스레드